# Come rubammo la bomba atomica
Come rubammo la bomba atomica è un film del 1967 diretto da Lucio Fulci.
Il film è una parodia della famosa saga di James Bond, in particolare della pellicola Agente 007 - Thunderball (Operazione tuono). La trama si ispira ad un grave fatto di cronaca veramente accaduto nel 1966 e che aveva messo in allarme tutta la U.S. Navy e cioè alla perdita di un bombardiere americano con le relative bombe avvenuta in mare in Spagna presso la località di Palomares.
Al film partecipò come attore anche Franco Bonvicini, più noto poi come Bonvi, autore di fumetti quali Sturmtruppen e Nick Carter.

## Trama
Mercoledì 17 luglio. Nel Mar Mediterraneo Franco, un pescatore siciliano, e suo nonno Mastro Turi erano su un peschereccio, quando un bombardiere americano B-57 che trasportava un prototipo di testata nucleare si schiantò in mare vicino alla loro imbarcazione. L'errore fu fatale per Mastro Turi, così Franco prese il comando per riportare la barca in Sicilia. L'equipaggio però si ammutinò e cercò di nuotare verso la costa piuttosto che seguire i suoi ordini.
La ricerca del relitto coinvolge diverse potenze straniere e l'agenzia « Spectrales » che ha ingaggiato il suo indagatore Ciccio N. 87 alla ricerca della bomba, tuttavia, il cugino N. 1 gli assegna un altro compito: costruire una base logistica sulla costa africana per sostenere l'operazione di recupero della bomba. Il caso vuole che Franco atterri su quella costa, esausto, privo di sensi. Nel corso dell'interrogatorio che segue, Franco confessa di avere assistito a un incidente aereo e il suo racconto viene registrato da un misterioso microfono-spia. L'informazione mancante, che dà il tono al conflitto tra gli agenti nel film, riguarda le coordinate del sinistro, la « latitudine e longitudine », necessarie per localizzare il relitto. Ma nel caso di Franco, né le buone maniere (un pranzo luculliano) né le cattive maniere (un'improbabile camera di tortura con un dispositivo per calciare le natiche della vittima) li aiutano a trovare l'importante informazione.
Franco riesce a fuggire e qui iniziano una serie di gag e di avventure tipici dei film di spionaggio: l'uso di armi segrete, la frequentazione di alberghi e ristoranti di lusso, la presenza di cattivi onnipotenti, di donne bellissime e perfide « femme fatale », inseguimenti, scambi di identità, fraintendimenti, giochi di parole, ...
I contendenti Franco e Ciccio, loro malgrado, sono costretti a fare squadra per non finire nei guai. L'idea di mimetizzare una bombola del gas – dipinta a mano e "truccata" da bomba atomica – non serve a nulla. Dopo alcune prove e tribolazioni, i due, insieme alla perfida Cinzia (Julie Menard), di cui Franco è follemente innamorato, attraversano il deserto in jeep fino alla villa del temibile Dottor Sì (Youssef Wahby) : si tratta di uno scienziato fuori di testa, pervaso da uno strano mix di dogmi e superstizioni, inventore di un complesso dispositivo che riporta in vita le mummie mesopotamiche e sumere, ma che richiede una bomba per funzionare correttamente. Fino a quel momento, il dispositivo in suo possesso poteva far muovere al cadavere un solo dito.
Dopo avere recuperato la finta bomba "truccata" attraverso una falsa mappa, il Dottor Sì pensa di sacrificare i due sfortunati personaggi per placare gli dei a cui erano state rubate le mummie. Incredibilmente, le mummie tornano in vita, ma si tratta solo di tre agenti segreti di altrettante nazioni antagoniste che iniziano a combattere tra loro. Franco e Ciccio si disperdono dopo la fuga nel deserto e vengono salvati da N.1, che guida una Rolls Royce, durante la quale apprendono che i pescatori di Franco hanno fornito informazioni utili per il recupero del relitto. Tuttavia, non sono state trovate bombe nucleari nel relitto. Mentre i vari sforzi hanno conseguenze disastrose per tutti – gli agenti sono indigenti e ora assegnati a compiti più umili –, Franco e Ciccio (intanto quest'ultimo si è arruolato come marinaio) scoprono casualmente che la bomba era impigliata nelle reti di un peschereccio.
Il film termina con la scena che vede i due eroi Franco e Ciccio attorniati da belle donne in bikini nel giardino della villa con piscina e salutano il Dottor Sì come cameriere. Tutto il campo largo è dominato dalla visione per pochi secondi di un manifesto con la scritta: « Vietato l'ingresso. Franco & Ciccio. Potenza-Atomica. La ditta non ha filiali ». I due uomini, con una bomba in bella vista nel cortile, parlano al telefono con il Pentagono e si vedono offrire 10 milioni di dollari. "Se non ci date quello che vogliamo, premiamo il pulsante e vi uccidiamo tutti". Franco e Ciccio vogliono come anticipo d'acconto Ursula Andress in carne e ossa.